# Lidzbark Warmiński (stacja kolejowa)
Lidzbark Warmiński – zlikwidowana stacja kolejowa w Lidzbarku Warmińskim, w województwie warmińsko-mazurskim, w Polsce. Stacja została otwarta 1 października 1899 roku. Ostatni pociąg osobowy odjechał z niej 1 czerwca 1996 roku. Stacja została zamknięta w 2005 roku. Zachował się zdewastowany budynek dworca.

## Galeria

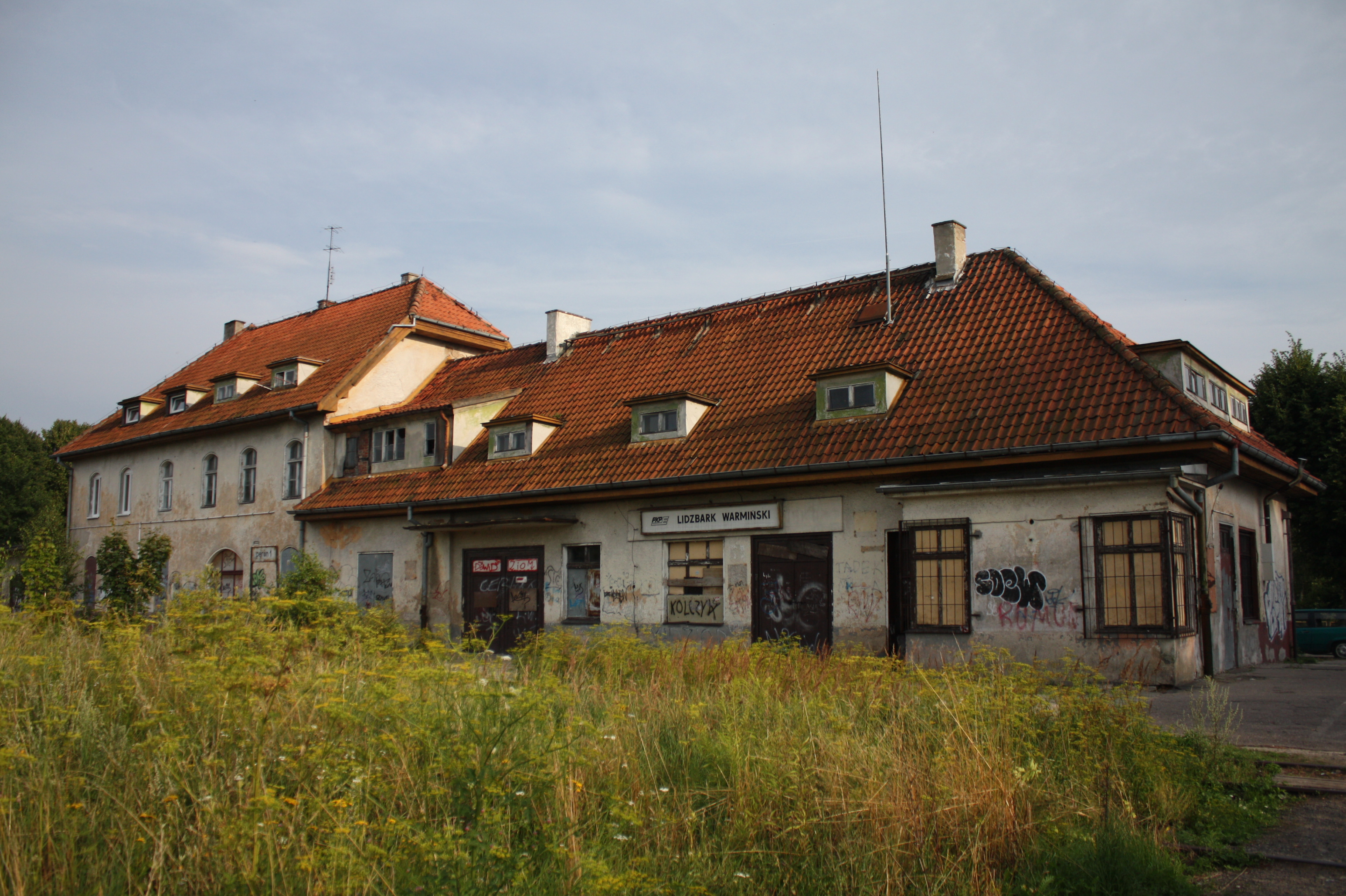
Dworzec kolejowy od strony torów, 2012
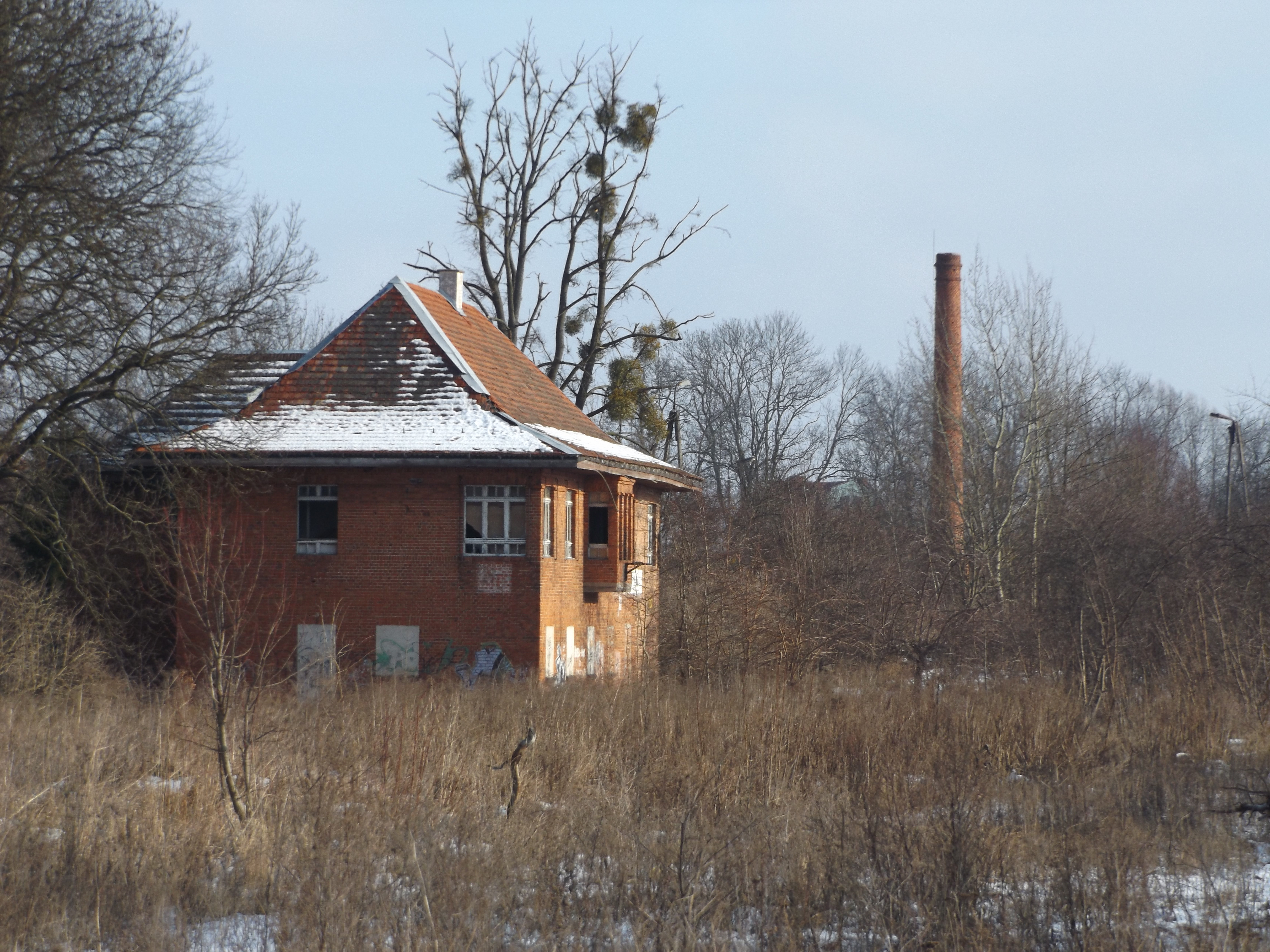
Opuszczona nastawnia, 2015